# 中央線 (名古屋地区)
本項では、東海旅客鉄道（JR東海）が管轄する中央線（中央本線）のうち、名古屋都市圏である愛知県名古屋市中村区の名古屋駅から岐阜県中津川市の中津川駅までの区間について記述する。
名古屋駅からいったん南下し、繁華街を半周する形で北東方向へ伸びて名古屋市東部、愛知県尾張北東部および岐阜県東濃地域を縦貫しており、これらの地域から名古屋への通勤・通学路線として、また名古屋市内および沿線各都市間の生活路線として機能している。名古屋市内においては、南へ迂回しているが地下鉄より運賃が安く、駅数が少なく所要時間が短いことから短距離の利用者も多い。ホームライナーを除き、普通・快速列車は全列車8両編成のため名鉄瀬戸線（4両）や地下鉄（6両以下）より常に編成両数が多いのも利点として挙げられる。
路線は名古屋市東部の拠点駅を縦貫し、名古屋市流入者の乗降は名古屋駅・金山駅ばかりでなく、特急「しなの」が停車する千種駅をはじめ、大曽根駅 - 名古屋駅間の各駅では上飯田線を除く名古屋市営地下鉄の全路線に接続する。また郊外は「高蔵寺ニュータウン」（高蔵寺駅）、「桃花台ニュータウン」（春日井駅）、「市之倉ハイランド」（古虎渓駅）、「多治見ホワイトタウン」、「名鉄多治見緑台」（多治見駅）をはじめとして名古屋市への通勤圏としての宅地集積が進んだ地域である。なおかつ東海道線に対しては名古屋鉄道名古屋本線が、武豊線に対しては名古屋鉄道常滑線・河和線が、関西線に対しては近畿日本鉄道名古屋線がそれぞれ並行し競合関係にある一方で、中央線には全区間で競合する鉄道路線がなく、JR東海は国鉄分割民営化後から輸送力増強に力を入れている。通勤・通学客が多いためラッシュ時と閑散時の輸送力の差が大きく、朝は10両編成が中心で昼間は4・6両編成が基本であったが、2022年の改正により8両編成に統一されることとなった。また、8両編成に統一されたことによって全編成にトイレが組み込まれるようになった。
運賃・料金面では名古屋駅 - 金山駅間を除き特定運賃の制度はない。

## 路線データ
本項の解説する範囲のもの。
- 管轄・路線距離（営業キロ）
  - 東海旅客鉄道（第一種鉄道事業者）・日本貨物鉄道（第二種鉄道事業者）
    - 名古屋駅 - 中津川駅間 79.9 km（名古屋駅 - 金山駅間3.3 kmは東海道本線と並行）
    - 全区間、東海旅客鉄道東海鉄道事業本部の直轄
- 駅数：20（起終点駅含む）
- 複線区間：全区間
- 電化区間：全区間（直流1500 V）
- 運転指令所：東海総合指令所
- 閉塞方式：自動閉塞式
- 保安装置：ATS-PT
- 最高速度：130 km/h
- IC乗車カード対応区間：名古屋駅 - 中津川駅間（TOICAエリア）[1]
- 2020年度の混雑率：109%（新守山駅→大曽根駅 7:49 - 8:49）[2]

## 運行形態
2024年3月16日ダイヤ改正時点での運行概況を以下に示す。
中央西線名古屋口では、特急「しなの」と、特別料金不要の快速と区間快速、各駅に停車する普通の3種別によるパターンダイヤが組まれている。このほかラッシュ時にはホームライナーの運行もある。
名古屋駅基準の日中における1時間の運転本数は、特急1本・区間快速3本・普通3本である。この時間帯の普通列車のすべてと区間快速の一部は高蔵寺駅・多治見駅・瑞浪駅発着の区間系統であり、名古屋駅 - 中津川駅間を直通運転する列車は特急1本・区間快速2本となる。区間快速列車は名古屋駅 - 高蔵寺駅間及び多治見駅 - 瑞浪駅・中津川駅間は各駅に停車する。
2024年3月16日改正前までは、日中1時間の運転本数が特急1本・快速3本・普通5本であった。
編成両数は普通・快速とも終日8両編成である。2022年のダイヤ改正までは異形式を混結し、朝ラッシュ時は10両編成、夕方では10両編成・8両編成・6両編成、日中は6両編成を基本としつつ一部に4両編成・8両編成・10両編成が殆どだった。2008年ダイヤ改正までは日中は3両編成・4両編成が多数を占めたが、2021年3月改正時点では、4両編成は名古屋発基準で土休日ダイヤにおいては一日に6本、平日ダイヤでも11本にまで減少していた（3両編成は全廃済）。
2024年のダイヤ改正からの日中のパターンを記載する。
下り
名古屋駅を毎時00分に「しなの」が設定され、直前の普通列車は新守山駅で通過待ちを行う。
「しなの」については、さらに先行する区間快速を高蔵寺駅で追い越しを行う。
名古屋駅から大曽根駅までの区間では、完全に10分間隔となっている。新守山駅から先では通過待ちの関係で間隔がずれる。

上り
大曽根駅を基準として区間快速と普通を合わせて10分間隔での運転を行っている。下りと同様に新守山駅で普通列車が「しなの」の通過待ちを行うため、同駅までは間隔がずれる。
| 種別＼駅名 | 種別＼駅名 | 名古屋 | …   | 大曽根 | 大曽根 | …   | 高蔵寺 | 高蔵寺 | …   | 多治見 | 多治見 | …   | 瑞浪 | 瑞浪 | …   | 中津川 |
| ---------- | ---------- | ------ | --- | ------ | ------ | --- | ------ | ------ | --- | ------ | ------ | --- | ---- | ---- | --- | ------ |
| 運行範囲   | 区間快速   | 2本    | 2本 | 2本    | 2本    | 2本 | 2本    | 2本    | 2本 | 2本    | 2本    | 2本 | 2本  | 2本  | 2本 | 2本    |
| 運行範囲   | 区間快速   | 1本    |     |        |        |     |        |        |     |        |        |     |      |      |     |        |
| 運行範囲   | 普通       | 2本    | 2本 | 2本    | 2本    | 2本 | 2本    | 2本    | 2本 | 2本    |        |     |      |      |     |        |
| 運行範囲   | 普通       | 1本    |     |        |        |     |        |        |     |        |        |     |      |      |     |        |

### 優等列車
名古屋駅から中央西線と東日本旅客鉄道（JR東日本）篠ノ井線を経由して長野駅までを結ぶ特急「しなの」が1時間に1本程度、1日13往復運行されている。過去には急行「ちくま」なども走っていた。

### ホームライナー
ホームライナーはラッシュ時に運行される座席指定制の速達列車で、国鉄分割民営化直前の1987年3月23日から運行を開始した。乗車には乗車整理券を必要とする。2022年3月12日のダイヤ改正ですべてのホームライナーが名古屋駅 - 瑞浪駅間運転の「ホームライナー瑞浪」となり、途中停車駅が、金山駅、鶴舞駅、千種駅、大曽根駅、高蔵寺駅、多治見駅、土岐市駅に統一された。平日の朝に名古屋行が2本、夕夜間に瑞浪行が2本運転される。
かつて朝には多治見発名古屋行の「ホームライナー多治見」が2本、瑞浪発名古屋行の「ホームライナー瑞浪」が1本、夜には名古屋発瑞浪行の「ホームライナー瑞浪」が3本、名古屋発中津川行の「ホームライナー中津川」が2本運行されており、いずれも土休日は運行されなかった。列車によって停車駅が異なっており、快速とは異なり、多治見駅 - 瑞浪駅・中津川駅間にも通過駅があった。
車両は、かつては313系8000番台電車も使用されたが、2022年3月12日のダイヤ改正で383系電車に統一された。グリーン車も設定されており、乗車整理券の代わりにグリーン券を購入することで、グリーン車に乗車することが可能である。

### 快速
主に名古屋駅 - 瑞浪駅・中津川駅間で運行されている。かつては金山駅と鶴舞駅の2駅も通過していたが、1989年7月のダイヤ改正で金山駅、1997年10月1日からは鶴舞駅にも停車することとなったため、名古屋駅 - 大曽根駅間と多治見駅 - 中津川駅間が各駅停車となっており、通過駅は新守山駅・神領駅・定光寺駅・古虎渓駅の4駅である。現在では先発の普通を追い抜くことは原則としてなくなった。1999年の「セントラルライナー」の設定に伴って運転本数がそれまでの1時間に4本から1時間に3本に減便され、2013年の「セントラルライナー」の廃止後も1時間に3本のままである。普通とは異なり、愛知環状鉄道線には直通しない。中津川駅発着の列車は中津川駅で塩尻・松本方面の列車に接続するものもある。かつては、早朝ラッシュ時のみに南木曽駅・坂下駅発着の列車や休日のみに多治見発着列車、平日の朝のみ名古屋から東海道線に直通し岐阜駅まで直通する列車も存在したが、2022年3月12日のダイヤ改正で廃止された。2000年頃までは、夕方ラッシュ時に坂下駅直通列車や快速多治見行なども存在していた。上述のとおり、一部は高蔵寺駅で後続の特急「しなの」を通過待ちしている。
車両は、神領車両区所属の315系のみが8両貫通または4両編成を2本繋いだ8両編成で使用される。以下同じ。
なお、2024年3月16日改正で区間快速の設定に伴い日中の運転が廃止された。

### 区間快速
2024年3月16日のダイヤ改正から昼間帯に快速の代替として名古屋駅 - 瑞浪駅・中津川駅間で運行されている。快速停車駅に加え新守山駅と神領駅にも停まり、名古屋駅 - 高蔵寺駅間は各駅に停車し、通過運転区間は高蔵寺駅 - 多治見駅間のみ。

### 普通
運行区間内の全駅に停車する。原則として名古屋駅 - 高蔵寺駅・多治見駅間の運行で、瑞浪駅を発着する列車は朝と夕方から夜にかけてのみ、土岐市駅・中津川駅を発着する列車は朝ラッシュ時・深夜のみの運行である。快速と車両の区別はない。高蔵寺駅から愛知環状鉄道線に乗り入れる運用がある。2009年3月14日のダイヤ改正で名古屋駅 - 高蔵寺駅間で1時間に1本増発されて以降は毎時5本体制が続いたが、2024年3月16日のダイヤ改正後は区間快速が同区間を補完することに伴い、普通列車は高蔵寺行が1時間に2本削減された。
愛知環状鉄道に乗り入れる列車は、平日ラッシュ時のみに瀬戸口駅まで8両編成で運転されるが、愛知環状鉄道線内は後4両のみ旅客扱いで前4両は締切となる。いずれの列車もJR東海の車両での運転で、愛知環状鉄道の車両はJR線には乗り入れない。
神領車両区からの出入区を兼ねた運用として、神領駅を発着する列車も数本存在する。また、長らく早朝に1本のみ、神領発松本行という運用もあり、普通列車として中津川駅以北へ行く唯一の運用となっていていたが、2022年3月12日のダイヤ改正で中津川駅止まりとなった。
終着駅まで後続の快速より先着する。日中に運行される毎時3本のうち、1本程度は上下線とも新守山駅で特急「しなの」を通過待ちする。

### 過去の列車
通勤快速
1990年3月10日から運行を開始。停車駅は現行の快速停車駅のうち、鶴舞駅・勝川駅・春日井駅を除いたものであった。1997年9月30日改正にて快速の増発によりそれらに吸収される形で廃止された。

エキスポシャトル
2005年の「愛・地球博」（愛知万博）の開催に併せて同年3月1日から運行されていた、名古屋駅 - 高蔵寺駅経由 - 愛知環状鉄道線万博八草駅（現在の八草駅）までを直通運転する快速・普通列車。中央線内の各駅に停車するものを「エキスポシャトル」、全線で快速運転を行うものを「快速エキスポシャトル」と称し、いずれも愛知環状鉄道線内はノンストップ運転であった。車両は基本的に211系5000番台の7・10両編成で運転されていたが、多客期には113系も使用された。「エキスポシャトル」は万博終了後の同年9月30日で運行を終了したが、愛知環状鉄道線との直通運転は利用者の利便性などの面から好評を得たため、10月1日以降も名古屋駅 - 高蔵寺駅経由 - 瀬戸口駅・岡崎駅間（2014年3月15日のダイヤ改正後は瀬戸口駅まで）で行われている。

ホームライナー太多
1990年3月10日から2012年3月16日まで多治見駅から太多線に直通して名古屋駅 - 美濃太田駅間で運行されていた。中央本線内では一部の駅を通過し、太多線内では各駅に停車していた。美濃太田行の1号は土休日運休、名古屋行の2号は土曜は32号として運行、日曜日・祝日は運休で、車両はキハ85系気動車の5両編成が使用されていた。2012年3月17日のダイヤ改正で太多線の列車増発に代わる形で廃止された。

セントラルライナー
JRセントラルタワーズの完成を控えた1999年のダイヤ改正より、快速を1本置き換える形で運行が開始された。「ホームライナー」と同様の座席指定制の乗車制度を日中の列車にも取り入れたものである。朝ラッシュ時や夜間以外の時間帯に名古屋駅 - 中津川駅間でほぼ1時間あたり1本運行されていた。名古屋駅 - 多治見駅間は金山駅・千種駅・高蔵寺駅に停車し、中央西線を走る列車のうち、特急以外では最も速い列車であった。各駅に停車する多治見駅 - 中津川駅間では乗車整理券が不要だが、着席は整理券を持っている利用者が優先とされていた。車両は専用の313系8000番台電車による3両または6両で運転。中津川駅では南木曽・松本方面への普通に接続している列車もあった。2013年3月の改正で多治見行から中津川行に延伸される快速に代わる形で廃止された。

## 使用車両
定期列車はすべて神領車両区所属の電車で運転されている。

### 現在の車両
2022年3月12日のダイヤ改正以降、全ての快速・普通列車が8両編成となっている。2023年11月時点で原則315系のみが使用されており、8両貫通編成または4両編成を2本繋いで運転されている。なお、編成両数統一後も女性専用車両は導入されていない。全てロングシート車両である。
315系
2022年3月5日より当区間において営業運転を開始した。2023年度までに211系・313系を置き換え、当区間を走る全ての列車は特急「しなの」やホームライナーで使用される383系を除き、315系に統一されることとなった。これに伴い、211系は運用離脱後に引退・廃車となり、313系は当区間からは撤退し他線区へ転用となる。
2023年10月以降、基本的に315系のみの運用となり、同年12月中旬までに315系に統一された。

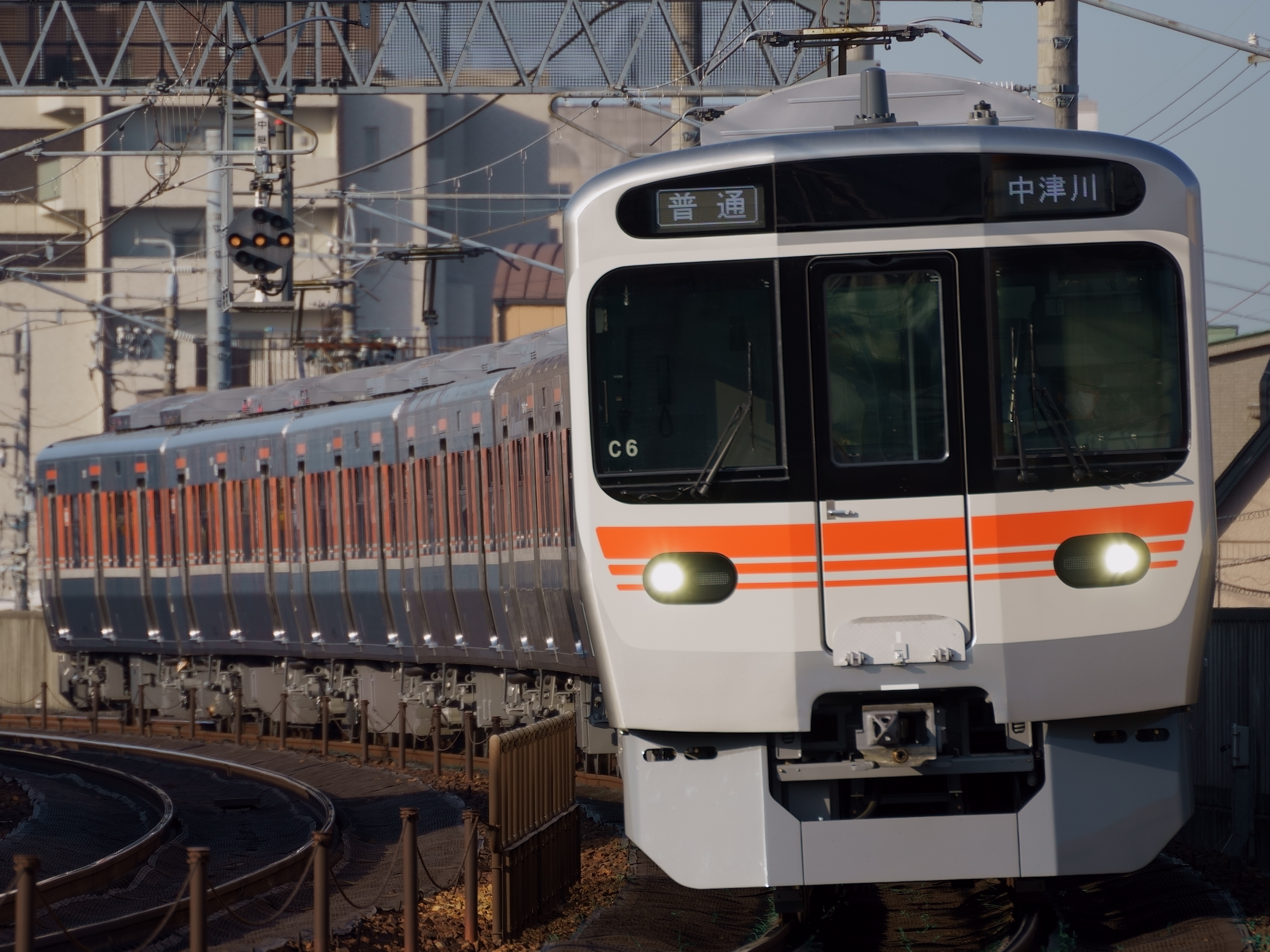
315系基本番台

### 過去の車両
JR発足後まで使用されたもののみ記載する。
103系
片側4扉・ロングシートの通勤形電車で、瑞浪電化の1966年5月14日から中央線名古屋口で運用されていた72系電車の老朽化に伴い、1977年3月11日に運用を開始し、名古屋駅 - 釜戸駅間にて1999年12月3日まで運用された。投入当初は6両と4両編成を併結した10両編成（6両単独運用あり）で使用されたが、1986年11月のダイヤ改正で編成を3両編成と7両編成に変更した（この改正で3両編成の単独運用が開始された）。
車体塗装は、国鉄時代はスカイブルー、民営化後は、特別保全工事とリフレッシュ工事の実施に併せ、クリーム色を基本に緑とオレンジの帯を配した塗色（いわゆるJR東海色）に変更した。運用区間は、主に名古屋駅 - 多治見駅間であったが、夜間滞泊の関係で釜戸駅まで運転される列車もあった。首都圏以外における本系列の10両編成の定期運用はこの中央線名古屋口でのみ見られた。また、211系5000番台が登場するまでは3両編成による中央本線での日中の運用も設定されていた。

113系
片側3扉・セミクロスシートの近郊型電車。1973年10月から神領電車区（現在の神領車両区）に配置された。211系5000番台の投入に伴い、民営化後の1990年3月9日までに神領区の車両は全て他区に転属したが、大垣電車区（現在の大垣車両区）の車両が普通列車や快速にも使用され、1999年12月に大垣区の一部の車両が神領区に再配置となり2006年11月まで運用された。
国鉄時代から6両編成と4両編成が使用され、最大10両編成（6両+4両）で運用された。
2005年日本国際博覧会（愛知万博）開催時には静岡車両区からの貸し出し車両も存在した。

117系
片側2扉・転換式クロスシートの近郊型電車。1986年11月改正で大垣電車区より神領電車区に6両編成9本が転入。同時に先頭車18両が新製投入され、4両編成18本に組み換えられ快速列車を主体に使用されていたが、前述の211系5000番台の投入に伴い1990年3月10日に大垣車両区へ転出した。転属後は中央線では運用されていない。

165系
片側2扉・クロスシート（ボックスシート）の急行型電車。民営化後は中津川駅以北での運用が主体で名古屋口での運用は少なかったが、一部の通勤快速や松本駅からの直通列車で名古屋駅に乗り入れていた。

キハ85系
名古屋車両区所属の特急形気動車で、太多線直通の「ホームライナー太多」に使用されていた。また、特急「ひだ」の迂回運転実績もある。

211系0番台
1986年11月に神領電車区に4両編成が2本が新製配置。JR東海が国鉄から継承した最後の車両であった。室内は5000番台とは異なりセミクロスシート仕様。当時は東海道本線専用だったため1989年3月に一度大垣車両区へ転属した後、2011年9月に大垣車両区から関西本線用に再転入したものである。
4両編成のクハ210形のみトイレ付となっている。
なお、かつては通常運行もされていたが、最期である2021年度時点の運行では、本路線で0番台は営業運行には使われておらず、朝夕に関西本線への送り込み回送列車として運用されるのが基本であった。ただし5000番台の代走として本路線で運用されることがあり、最後に営業運用されたのは2021年12月31日での代走であり、5000番台とも連結した。
2022年3月7日に2編成共に西浜松へ廃車回送された。

211系5000番台
1989年7月1日から中央線における主力車種として普通列車や快速列車で運用されきたが、315系の登場により廃車が進み、2023年10月に定期運用を終了した。
313系・315系とは異なり最高速度が110km/hと低い。4両編成のクハ210形のみトイレ付となっており、3両編成のクハ210形はトイレが設置されていない。
2022年3月12日以降、4両や3両の単独での運用や4両と3両の併結運用はなく、4両編成2本を併結して8両編成で運用されていた（4両と3両を併結すると7両になり8両編成が組めなくなる）。
3両編成は2022年3月12日以降、313系2両（B400編成）と本編成2本と併結した8両編成で運転されてきたが、315系の増備により3両編成の廃車が進んだことにより313系と211系の混結編成は2023年3月末日に通常営業運転を終了した。

213系5000番台
片側2ドア・転換式クロスシートの近郊型電車。1999年12月に大垣電車区から神領電車区に転属し、普通や快速として使用され、平日の朝にのみ313系3000番台と併結して東海道線の名古屋駅 - 岐阜駅間に快速として乗り入れる運用が1往復設定されていた。日中は名古屋駅の留置線や神領区に留置されていることが多かったものの、一部は211系5000番台や313系と併結して、普通や快速に使用されているものもあった。かつては、全編成ともトイレを備えていなかったが、2011年より随時トイレ取り付け工事が行われ、2012年2月下旬までに全編成へ設置された。ほぼ同時期に当線の運用から退き、飯田線に転用された。

311系
片側3扉・転換式クロスシート。大垣車両区の配置である。
90年代は定期運用が無かったが、1990年より臨時快速「ナイスホリデー木曽路」の前身である「ナイスホリデー妻籠・馬籠」や「ナイスホリデー赤沢森林」に使用された。
2009年3月から2015年のダイヤ改正前までは多治見駅までの定期運用が存在した。
2006年10月改正以降、土曜・休日には臨時快速「ナイスホリデー木曽路」として313系300番台、5300番台と併結して塩尻駅まで乗り入れていた。2012年3月改正で臨時快速「ナイスホリデー木曽路」の運用は313系0番台に置き換えられた。

313系1000・1100・1300・1500・1600・1700番台
1000・1100・1300・1500・1600番台が普通列車・快速列車に使用されていた。1500・1600番台は飯田線用の1700番台と予備編成が共通のため、1500・1600番台の運用に1700番台が入る場合もあったほか、1700番台は211系5000番台3両編成の代走でも使用された。現在では1000・1100番台が関西本線のみの運用となり、1500・1600・1700番台は315系の配属によって大垣車両区へ転属したため、本線を走行することはなくなった。さらに、1300番台もB400編成のみしか本線では運用されていない。1300番台のB400編成のみが211系との併結運用（2両+3両+3両）で最後まで運用されていたが、2023年3月末日を以て新型車両の315系が数を揃えたため、通常営業運転を終了した。これによって、名古屋地区の中央線の定期普通列車 （快速列車を含む）からクロスシート車が撤退し、全てロングシート車となった。原則、本系列1編成による単独運用はなかった。
室内は転換式クロスシートだが、1000・1100・1300・1500・1600番台は車端部はロングシートとなっている。
本系列同士のほか、前述のように211系5000番台と併結する列車への充当も多く存在した。
2015年3月改正以降臨時快速「ナイスホリデー木曽路」には1300番台（B500編成 2両編成×3本）が使用されたが、新型コロナウィルス感染症拡大の影響により、2020年5月6日の運行が事実上の最終運行となる。これ以後、感染症拡大防止の観点と乗客数減少のため設定されなくなる。
かつては本形式のみによる4両編成も存在し、4両固定編成の単独運用の他、2両編成を2本連結で運用されることもあった。
211系と313系を併結する列車の場合、基本的に中津川寄りに211系・名古屋寄りに313系の編成で運転されていた（一部例外や代走もある）。
大垣車両区の5000番台は新製時から中央線で運用されたことはない。300番台は2006年10月改正から臨時快速「ナイスホリデー木曽路」で311系と併結で、0番台は2012年3月改正から臨時快速「ナイスホリデー木曽路」で300番台や5300番台と併結で共に2015年3月まで運用されていた。0番台や300番台の一部は、新製直後に廃車の為運用離脱した113系に変わって中央線で使用されたこともある。

313系3000番台
片側3扉・ボックスシート（一部ロングシート）。1999年12月より165系を置き換えて主に中津川駅以北で定期運用開始。一部の列車では211系や313系他番台との併結で中津川駅以西でも使用された。早期に落成した車両は113系にかわり2編成併結の4両編成でや3編成併結の6両編成で中津川駅以西での普通列車や快速で使用されていた。
2011年、前述の1300番台が導入されると大垣車両区へ転出し、東海道線や飯田線へ転用された。
大垣車両区転属後は中央線で運用されていない。

313系8000番台
片側3扉・転換式クロスシート。1999年12月改正で新設された「セントラルライナー」で運用され、一部のホームライナーでも使用された。「セントラルライナー」が運転されない朝晩の時間帯は211系5000番台や313系他番台と併結し一部の普通列車や快速にも使用されていた。2013年3月改正で「セントラルライナー」が廃止された後も「ホームライナー瑞浪」の他、日中は同番台同士併結の6両編成で普通列車や快速に、211系5000番台と併結し普通列車に使用された。
他の313系とは異なり、ライナー運用に限り最高速度の130km/hで走行が可能であった。
315系投入で運用を失い、2022年3月12日のダイヤ改正で静岡車両区へ転出した。

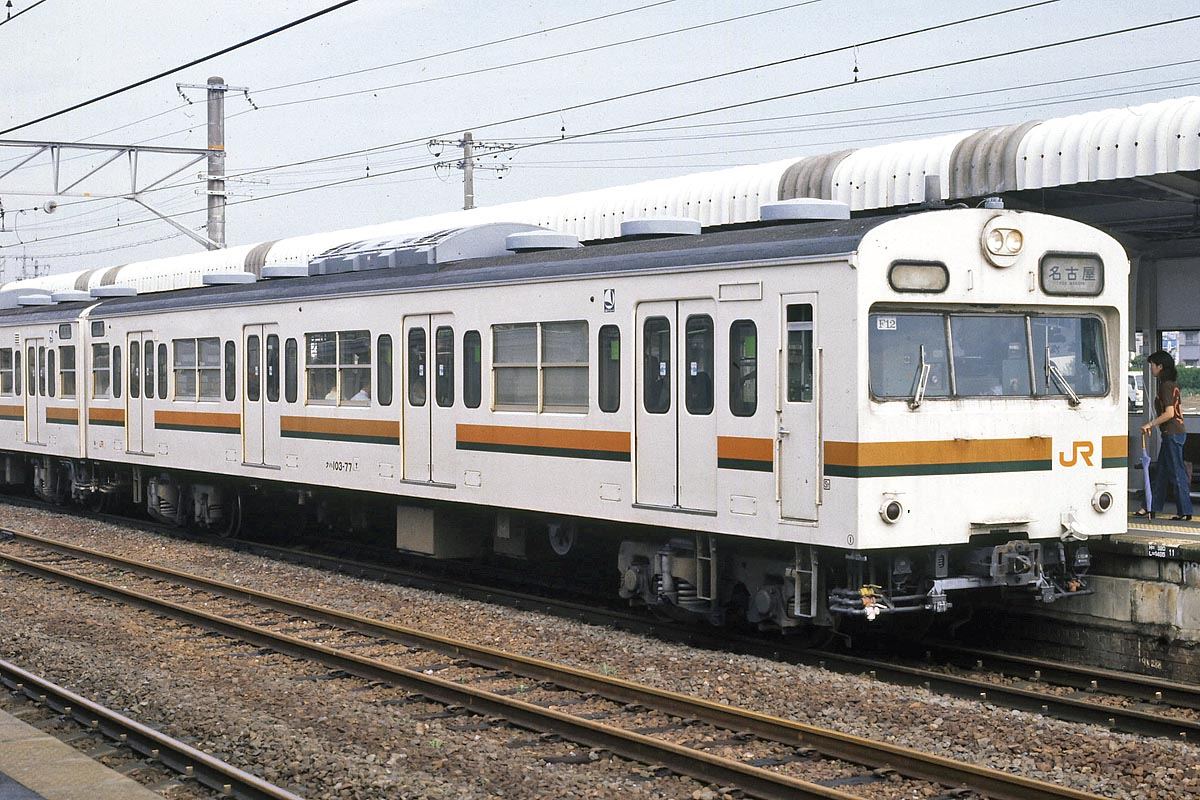
103系
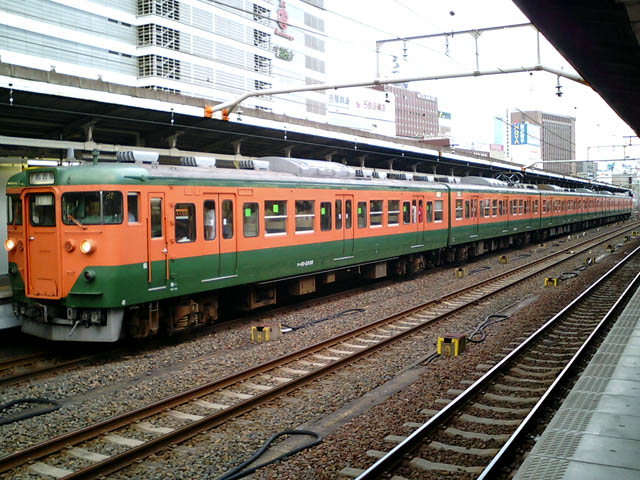
113系
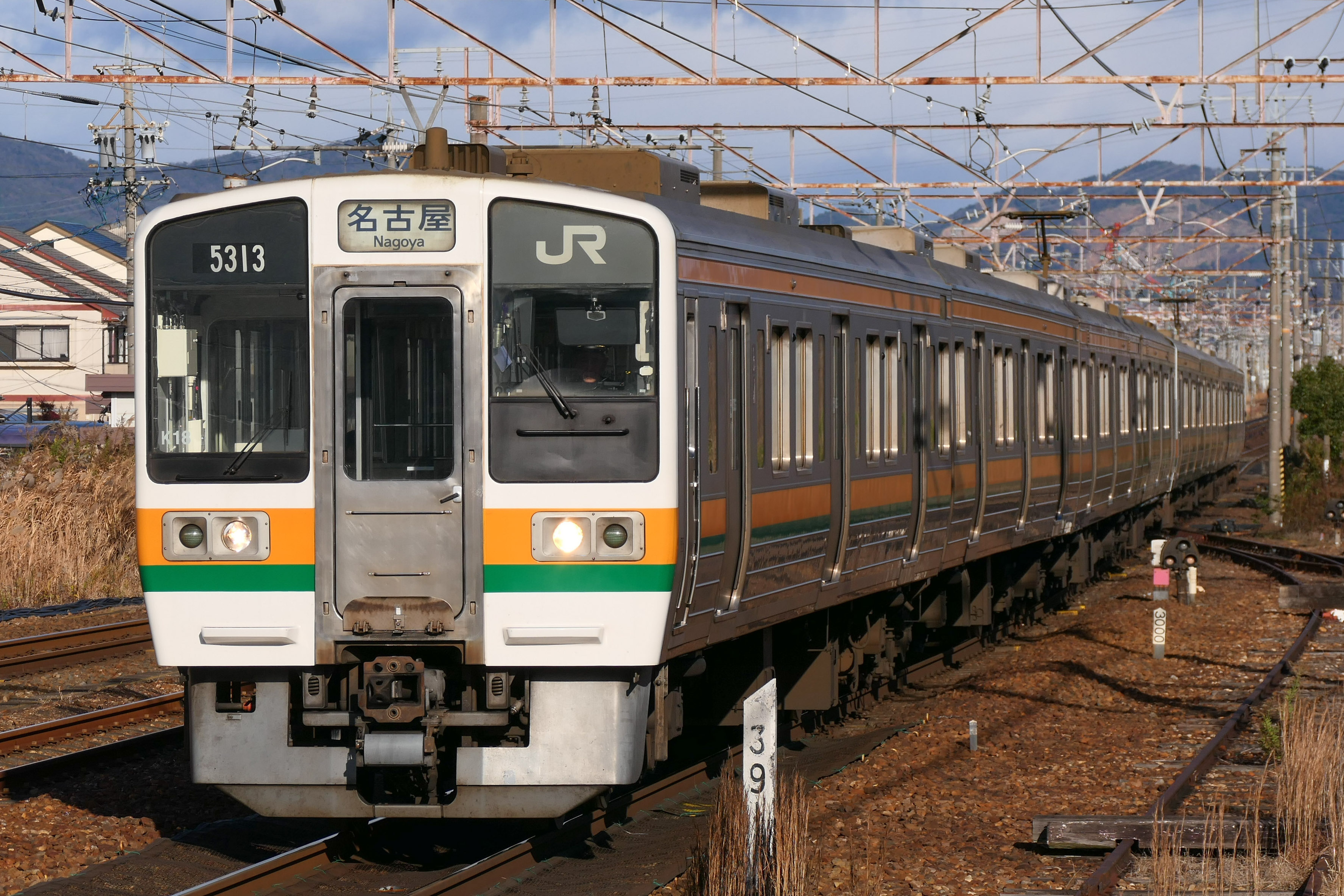
211系5000番台
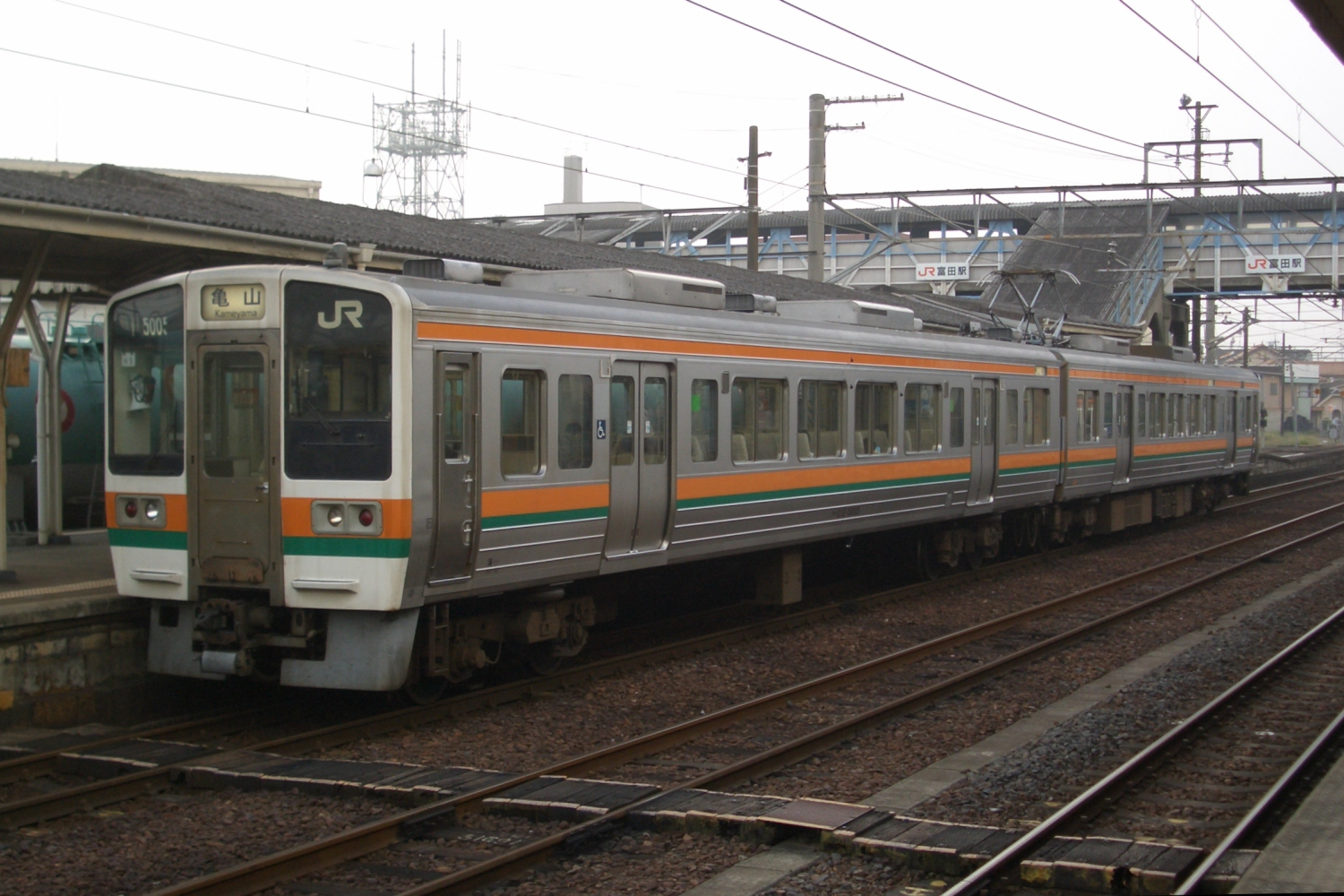
213系
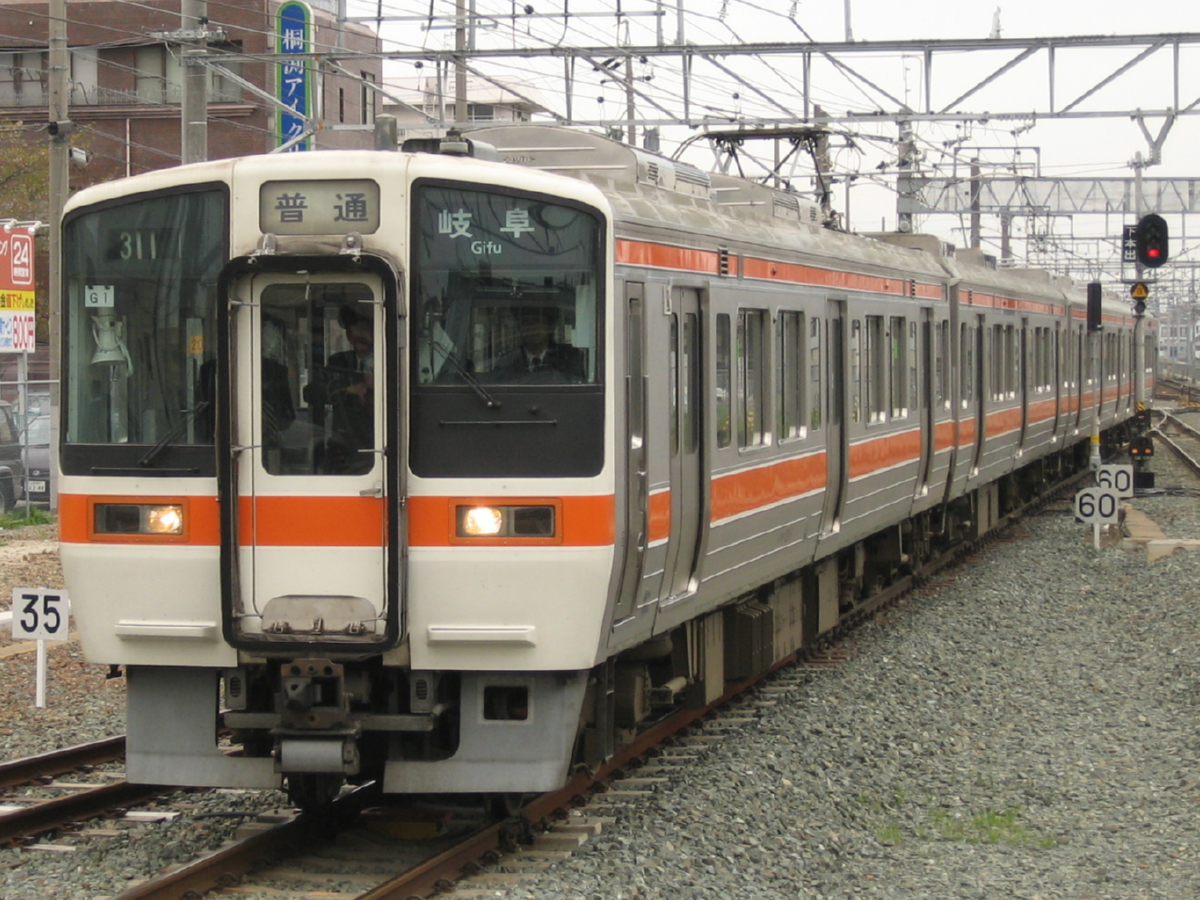
311系
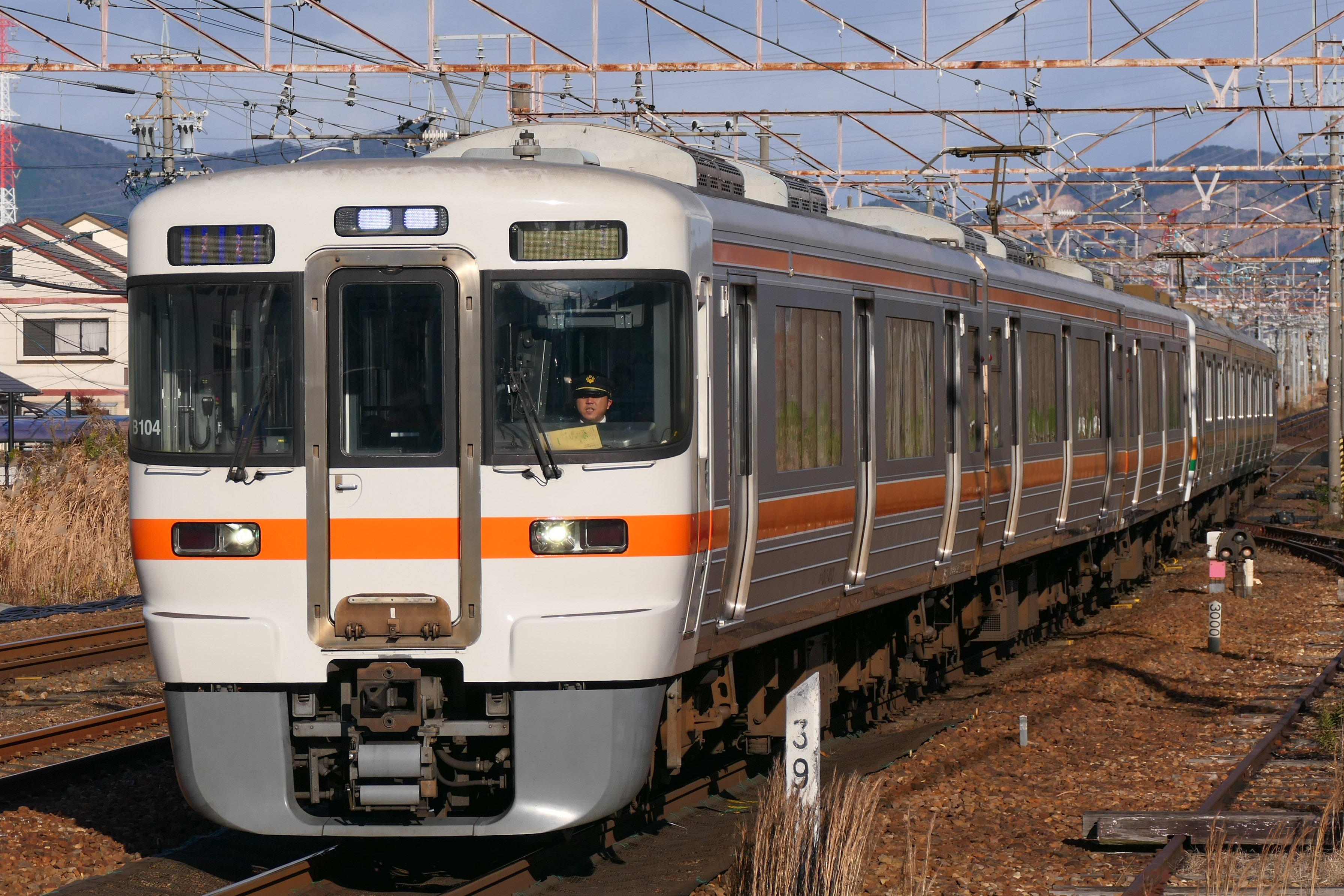
313系1600番台
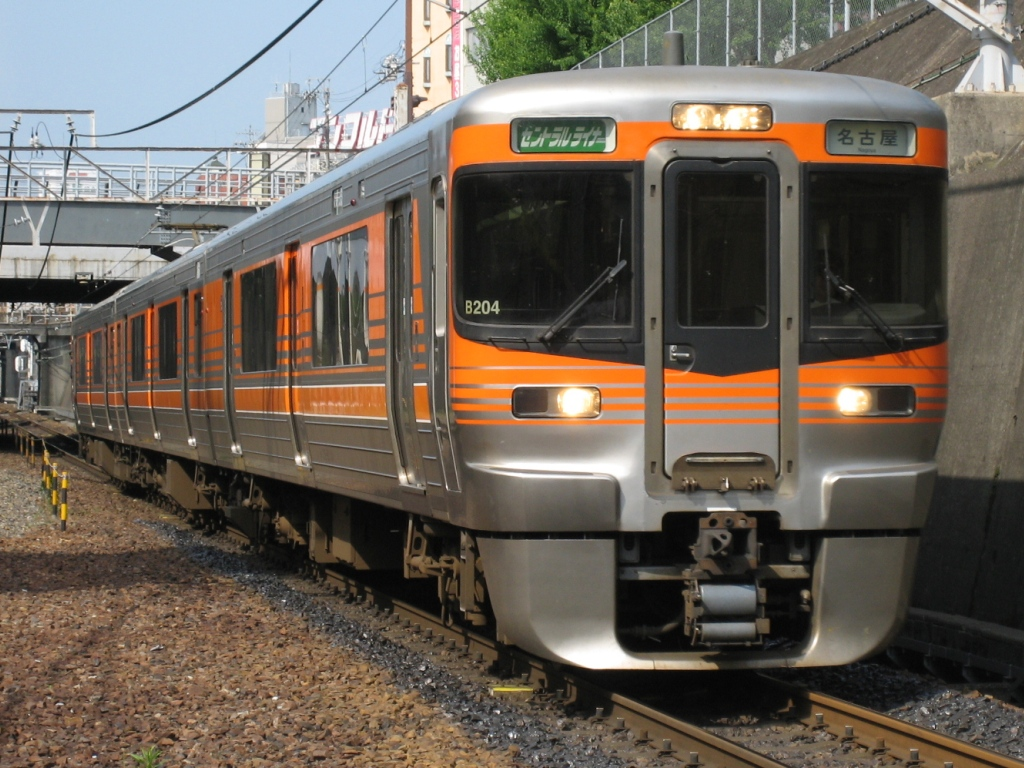
313系8000番台（「セントラルライナー」時代）

## 中央本線名古屋地区の列車の沿革
- 1968年（昭和43年）10月：朝ラッシュ時に中津川発東海道本線大垣行の快速を設定。その後、夕ラッシュ時に下り快速も設定され、1973年までに快速は朝夕ラッシュ時合わせて3往復となる[14]。
- 1973年（昭和48年）7月：中央西線全線電化開業と合わせて快速が増発され、毎時1本の運行となる[14]。
- 1985年（昭和60年）3月14日：日中の列車が増発され、1時間あたり名古屋発中津川行の快速1本、普通は名古屋発高蔵寺行2本・多治見行1本・瑞浪行1本の計4本体制となる（この改正以前は1時間あたり快速1本・普通2 - 3本であった[15]）。ただし、11・12時台は本数が少なくなっていた[16]。
- 1986年（昭和61年）11月1日：日中は1時間あたり快速が名古屋発瑞浪行1本・中津川駅行1本の計2本体制となる。また名古屋発高蔵寺行の普通のうち毎時1本が多治見駅まで延長[17]。
- 1987年（昭和62年）
  - 3月23日：名古屋発中津川行の「ホームライナー」を新設。1本のみの運行[4]。
  - 4月1日：国鉄分割民営化により、東海旅客鉄道（JR東海）の経営となる。
  - 7月1日：当時ナゴヤ球場で行われていたプロ野球の観戦客向け列車を、名古屋駅から山王信号場を経由して、名古屋港線（貨物線）に新設したナゴヤ球場正門前駅までの区間で運行開始[6]。
- 1988年（昭和63年）3月13日：日中の列車が増発され、1時間あたり快速2本・普通5本のパターンダイヤが形成される。朝夕にホームライナーを増発し、朝2本、夜4本の運行とする[7][6][18]。
  - 8月：211系5000番台の運転開始。
- 1989年（平成元年）
  - 3月11日：211系の増備に伴い、夕ラッシュ時に普通を増発。
  - 7月9日：金山駅の“金山総合駅”化に伴い、快速列車停車駅に金山駅が追加される。
- 1990年（平成2年）3月10日：朝夕ラッシュ時に通勤快速を新設し、夕ラッシュ時の快速も増発。日中毎時1本あった名古屋駅 - 瑞浪駅・釜戸駅間の快速を中津川駅まで延長。太多線直通の「ホームライナー太多」を新設[7][6][18]。
- 1991年（平成3年）3月16日：通勤快速を増発。名古屋発の快速の運行時間を朝8時台からに拡大。名古屋駅 - 高蔵寺駅間の普通の一部を多治見駅まで延長[7][6]。
- 1994年（平成6年）10月8日：この日で名古屋駅 - ナゴヤ球場正門前駅間の野球観戦列車の運行を終了[6]。
- 1997年（平成9年）10月1日：白紙ダイヤ改正。快速が増発され、朝は毎時快速4本・普通8本、日中は快速・普通が毎時各4本、夕ラッシュ時は毎時快速3本・普通6本の体制となる。また鶴舞駅が快速停車駅に追加。名古屋発中津川行快速の直前に高蔵寺行き普通を設定するなど遠近分離も図られる。通勤快速は廃止[7][6]。
- 1999年（平成11年）
  - 5月6日：313系の運用を開始[6]。
  - 12月4日：日中に座席定員制の「セントラルライナー」の運行を開始。日中のダイヤパターンは「セントラルライナー」1本・快速3本・普通4本となる[7][6]。
- 2001年（平成13年）10月1日：「セントラルライナー」を増発し、瑞浪始発であった同列車2本が中津川からに延長[7][6]。
- 2003年（平成15年）10月：夜間のホームライナーを1本増発[18]。
- 2005年（平成17年）
  - 3月1日：愛知万博（同年3月25日 - 9月25日開催）へのアクセス列車として、名古屋駅と会場最寄りの愛知環状鉄道線万博八草駅（現在の八草駅）とを結ぶ「エキスポシャトル」を運行[6]。
  - 10月1日：愛知環状鉄道線直通の定期普通列車を設定[6]。
- 2007年（平成19年）3月18日：「セントラルライナー」の最高速度を130km/hに引き上げ[19]。
- 2008年（平成20年）3月15日：日中の普通を毎時1本増発。これにより日中は「セントラルライナー」1本・快速3本・普通5本となる。
- 2012年（平成24年）3月17日：夜間の普通の増発に伴い「ホームライナー太多」を廃止。日中の愛知環状鉄道線直通列車が平日ダイヤ時のみとなる[8]。7両編成の運転取り止め[20]
- 2013年（平成25年）3月16日：「セントラルライナー」を全列車廃止、代わって日中の快速は毎時2本が名古屋駅 - 中津川駅間、1本が名古屋駅 - 瑞浪駅間での運行となる。夕方→夜間の「ホームライナー」が5本に増発され、1時間間隔での運行となる[9]。
- 2014年（平成26年）3月15日：平日昼間の愛知環状鉄道線直通列車がなくなり、朝夕のみとなる。
- 2018年（平成30年）3月：ラインカラーおよび名古屋駅 - 木曽福島駅間で駅ナンバリングを導入。当路線の路線コードは「CF」、ラインカラーは青色。名古屋駅 - 中津川駅間ではすべての駅に付番される[21]。
- 2022年（令和4年）
  - 3月5日：315系の運用を開始[10]。
  - 3月12日：全快速・普通列車を名古屋 - 中津川間の運行とし8両編成に統一。ホームライナーは全列車とも名古屋 - 瑞浪間の運行とする上、全列車が鶴舞駅・大曽根駅・高蔵寺駅に停車し、停車駅を統一[5]。
- 2024年（令和6年）
  - 3月16日：普通・快速の最高速度を130km/hに引き上げ、特急と揃える。昼間帯の快速を新設の区間快速に変更するとともに、同時間帯の高蔵寺発着の普通を毎時1本に削減[3]。

## 駅一覧
名古屋駅から中津川方向（「下り」列車の進行方向）に向かって、設置されている駅・信号場および接続路線・種別ごとの停車駅の一覧を記述する。廃駅・廃止信号場については「中央本線#廃駅」を参照
- 名：特定都区市内制度の「名古屋市内」エリアの駅
- 停車駅
  - 普通：すべての旅客駅に停車
  - 区間快速・快速・ホームライナー：●の駅は全列車が停車、｜印の駅は全列車が通過
  - 特急：「しなの (列車)」参照
- 接続路線：駅名が異なる場合は⇒印で駅名を示す。
- 駅番号は2018年3月より導入[21]。

| 駅番号 | 駅名        | 駅間営業キロ | 累計 営業キロ | 累計 営業キロ | 区間快速 | 快速 | ホームライナー | 駅乗車 人員 (2019年) | 接続路線 | 所在地 | 所在地   | 所在地   |
| 駅番号 | 駅名        | 駅間営業キロ | 名古屋 から   | 東京 から     | 区間快速 | 快速 | ホームライナー | 駅乗車 人員 (2019年) | 接続路線 | 所在地 | 所在地   | 所在地   |
| --- | ----------- | ------------ | ------------- | ------------- | -------- | ---- | -------------- | -------------------- | --- | ------ | -------- | -------- |
| CF00 | 名古屋駅 名 | -            | 0.0           | 396.9         | ●        | ●    | ●              | 128,173              | 東海旅客鉄道： 東海道新幹線・CA 東海道本線 (CA68)・CJ 関西本線 (CJ00) 名古屋臨海高速鉄道：●AN あおなみ線 (AN01) 名古屋市営地下鉄： 東山線 (H08)・ 桜通線 (S02) 名古屋鉄道：NH 名古屋本線 ⇒名鉄名古屋駅 (NH36) 近畿日本鉄道：E 名古屋線 ⇒近鉄名古屋駅 (E01) | 愛知県 | 名古屋市 | 中村区   |
| | 山王信号場  | -            | 1.8           | 395.1         | ｜       | ｜   | ｜             | -                    | | 愛知県 | 名古屋市 | 中川区   |
| この間に東海道本線尾頭橋駅（CA67）があるが、中央本線側には乗り場が設置されておらず、普通を含め全列車が通過する。 |             |              |               |               |          |      |                |                      | | 愛知県 | 名古屋市 | 中川区   |
| CF01 | 金山駅 名   | 3.3          | 3.3           | 393.6         | ●        | ●    | ●              | 52,408               | 東海旅客鉄道：CA 東海道本線 (CA66) 名古屋鉄道：NH 名古屋本線 (NH34) 名古屋市営地下鉄： 名城線 (M01)・ 名港線 (E01) | 愛知県 | 名古屋市 | 中区     |
| CF02 | 鶴舞駅 名   | 2.3          | 5.6           | 391.3         | ●        | ●    | ●              | 20,550               | 名古屋市営地下鉄： 鶴舞線 (T10) | 愛知県 | 名古屋市 | 中区     |
| CF03 | 千種駅 名   | 1.5          | 7.1           | 389.8         | ●        | ●    | ●              | 28,241               | 名古屋市営地下鉄： 東山線 (H12) | 愛知県 | 名古屋市 | 千種区   |
| CF04 | 大曽根駅 名 | 2.7          | 9.8           | 387.1         | ●        | ●    | ●              | 32,696               | 名古屋鉄道：ST 瀬戸線 (ST06) 名古屋市営地下鉄： 名城線 (M12) 名古屋ガイドウェイバス：ガイドウェイバス志段味線（ゆとりーとライン）(Y01) | 愛知県 | 名古屋市 | 東区     |
| CF05 | 新守山駅 名 | 2.5          | 12.3          | 384.6         | ●        | ｜   | ｜             | 8,233                | | 愛知県 | 名古屋市 | 守山区   |
| CF06 | 勝川駅      | 2.7          | 15.0          | 381.9         | ●        | ●    | ｜             | 17,601               | JR東海交通事業：■城北線 | 愛知県 | 春日井市 | 春日井市 |
| CF07 | 春日井駅    | 3.1          | 18.1          | 378.8         | ●        | ●    | ｜             | 15,833               | | 愛知県 | 春日井市 | 春日井市 |
| CF08 | 神領駅      | 2.7          | 20.8          | 376.1         | ●        | ｜   | ｜             | 13,336               | | 愛知県 | 春日井市 | 春日井市 |
| CF09 | 高蔵寺駅    | 3.2          | 24.0          | 372.9         | ●        | ●    | ●              | 20,403               | 愛知環状鉄道：■愛知環状鉄道線 (23)（名古屋方面から瀬戸口駅まで直通運転） | 愛知県 | 春日井市 | 春日井市 |
| CF10 | 定光寺駅    | 4.1          | 28.1          | 368.8         | ｜       | ｜   | ｜             | 154                  | | 愛知県 | 春日井市 | 春日井市 |
| CF11 | 古虎渓駅    | 3.5          | 31.6          | 365.3         | ｜       | ｜   | ｜             | 384                  | | 岐阜県 | 多治見市 | 多治見市 |
| CF12 | 多治見駅    | 4.6          | 36.2          | 360.7         | ●        | ●    | ●              | 13,264               | 東海旅客鉄道：CI 太多線 (CI07) | 岐阜県 | 多治見市 | 多治見市 |
| CF13 | 土岐市駅    | 7.0          | 43.2          | 353.7         | ●        | ●    | ●              | 5,034                | | 岐阜県 | 土岐市   | 土岐市   |
| CF14 | 瑞浪駅      | 6.9          | 50.1          | 346.8         | ●        | ●    | ●              | 4,677                | | 岐阜県 | 瑞浪市   | 瑞浪市   |
| CF15 | 釜戸駅      | 7.4          | 57.5          | 339.4         | ●        | ●    |                | 270                  | | 岐阜県 | 瑞浪市   | 瑞浪市   |
| CF16 | 武並駅      | 5.4          | 62.9          | 334.0         | ●        | ●    |                | 910                  | | 岐阜県 | 恵那市   | 恵那市   |
| CF17 | 恵那駅      | 5.4          | 68.3          | 328.6         | ●        | ●    |                | 6,190                | 明知鉄道：明知線 (11) | 岐阜県 | 恵那市   | 恵那市   |
| CF18 | 美乃坂本駅  | 5.2          | 73.5          | 323.4         | ●        | ●    |                | 1,312                | | 岐阜県 | 中津川市 | 中津川市 |
| CF19 | 中津川駅    | 6.4          | 79.9          | 317.0         | ●        | ●    |                | 3,350                | 東海旅客鉄道：CF 中央本線〈塩尻方面〉 | 岐阜県 | 中津川市 | 中津川市 |

### 過去の接続路線
| 駅名                   | 接続路線                                        | 廃止年月日     |
| ---------------------- | ----------------------------------------------- | -------------- |
| 千種駅                 | 鉄道省：東海道本線貨物支線（熱田駅 - 千種駅間） | 1930年4月1日   |
| 多治見駅               | 東濃鉄道：笠原線 ⇒新多治見駅                    | 1978年11月1日  |
| 土岐市駅               | 東濃鉄道：駄知線                                | 1974年10月21日 |
| 大井駅（現在の恵那駅） | 矢作水電岩村電気軌道線                          | 1935年1月30日  |
| 大井駅（現在の恵那駅） | 北恵那鉄道：大井線 ⇒新大井駅                    | 1934年9月15日  |
| 中津川駅               | 北恵那鉄道：北恵那鉄道線 ⇒中津町駅              | 1978年9月19日  |